# Op-ed
Op-ed (скорочення від англ. opposite the editorial page — «навпроти передовиці», часто помилково приймають за «думку редакції» від англ. opinion-editorial) — газетна стаття, де висловлена думка автора, який, як правило, не працює в редакції газети. Статті Op-Ed відрізняються від редакційних статей, які публікуються без такої позначки і підписуються членами редакційної колегії.

## Історія
Хоча звичайні сторінки редактора, що відображають думку керівництва газети, друкувалися в газетах протягом багатьох століть, сучасні оглядові сторінки походять від моделі op-ed впровадженої у 1921 році Гербертом Байярдом Своупом в The New York Evening World. Він обійняв посаду редактора в 1920 році і зрозумів, що сторінка навпроти редакторської була «всеосяжним вмістилищем книжкових рецензій, некрологів і подій з життя суспільства». Йому ж спало на думку, що немає нічого цікавішого для читачів, ніж думка — якщо ця думка цікава, тому він розробив особливий метод публікації матеріалів і друкував думки, не звертаючи уваги на факти, що перевернуло журналістську справу у Сполучених Штатах. Він був першим газетярем, який використав концепцію 'op-ed', друкуючи поруч зі сторінкою редактора статті, що полемізують з нею  що, безсумнівно, робило матеріали ще гострішими.
Він пише:

| Мені спало на думку, що немає нічого цікавішого, ніж цікава думка, тому я розробив метод очищення сторінок, відведених на противагу редакційним, який став найважливішим в Америці ... і тому я вирішив друкувати думку, ігноруючи факти." Оригінальний текст (англ.) It occurred to me that nothing is more interesting than opinion when opinion is interesting, so I devised a method of cleaning off the page opposite the editorial, which became the most important in America … and thereon I decided to print opinions, ignoring facts.[3] |
Але Своуп включав тільки думки співробітників його газети і перші «сучасні» оглядові сторінки, тобто ті, на які залучались учасники поза газети з'явилися в 1970 році у газеті The New York Times під керівництвом її нового редактора Джона Б. Окса. Так з'явилася нова рубрика — так звана Op Ed Page. На цій сторінці вперше почали друкувати думки, що не збігаються з думкою редакції газети. Як правило, це була стаття експерта, який, можливо, раніше і з'являвся на сторінках видання, але не входив до складу редколегії. Ця новація на ті часи була зовсім революційною, такою як поява інтернету і форумів пізніше. Рубрика мала небувалий успіх і стала зразком для багатьох інших газет.
Починаючи з 1930-х років, радіо почало нести загрозу друкованій журналістиці, процес, який згодом був прискорений розвитком телебачення. Для боротьби з цим великі газети, такі як The New York Times і Washington Post почали подавати більше відкритої та суб'єктивної журналістики, додавши декілька стовпців на свої зростаючі сторінки оглядів.

## Стиль Op-Ed

Карикатура Пауля Колсті TV Trash (телевізійна корзина для сміття) у стилі Op-Ed

Нова рубрика Op-Ed потребувала іншої візуальної репрезентації. У The New York Times, де відмовилися від традиційної політичної карикатури з підписами, вважали, що візитною карткою нової сторінки повинен стати особливий нетрадиційний графічний стиль. Панувала думка, що ідеальним рішенням стане якийсь гібрид, не карикатура з підписом і не буквальна ілюстрація, а мистецтво, що використовує метафору, алегорію, літературні алюзії та персональну іконографію. Щось, що не буде йти за текстом, а швидше доповнювати його.
На зорі існування рубрики до співпраці в основному залучали європейських художників. Їх незвичайний графічний почерк, різкіший образний лад зробили рубріку Op-Ed в The New York Times унікальною серед інших подібних колонок.
Образотворча мова Op-Ed, що отримала найменування «Op-Ed стиль», була запозиченою в авангардистів 20-х і 30-х: у символістів, сюрреалістів і дадаїстів, а також у класиків світової карикатури, серед яких: Джей Джей Грендвілл, Густав Доре, Андре Джилл Томас Наст, Альфред Кубін і Ґеорґ Ґросс. Op-Ed стиль також підпав під значний вплив Сола Стейнберга, чиє абсурдистське бачення стало необхідним елементом в газетній графіці нового виду.
Жан-Клод Суарес був художнім редактором у перші роки існування Op-Ed. Він буквально з нічого створив свою міжнародну трупу Op-Ed концептуалістів, де кожен був унікальний в своєму роді, але всі мали особливу схильність до політичної і соціальної сатири.
Внаслідок швидкого загального визнання сторінки і представленого на ній мистецтва, вже через 4 роки після початку публікації художній стиль Op-Ed отримав масу позитивної критики в країні та за кордоном. Художники цього напряму провели низку виставок в найбільших галереях, в тому числі в Луврі.